# Рожеві троянди
«Рожеві троянди» — одна з останніх картин нідерландського художника Вінсента ван Гога.
Протягом останніх двох місяців життя — з травня по липень 1890 року — ван Гог жив в Овер-сюр-Уаз під Парижем, де він і написав кілька картин з квітами. «Рожеві троянди» — одна з найкращих картин серії. Вона є характерною для пізньої творчості художника. На відміну від яскравих помаранчевих і жовтих відтінків, які він використовував в  Арль (наприклад, в циклі «Соняшники»), тут ван Гог застосовує більш м'яке і меланхолійне поєднання кольорів, що говорить про більш родючий і вологий північний клімат. Ця картина типова для останнього періоду творчості Вінсента ван Гога ще й тим, що в ній практично відсутнє тяжіння (на перший погляд здається, що картину можна перевернути, а ефект від цього не зміниться). Ван Гог зумів передати почуття безпосередньої близькості троянд до спостерігача. На те, де у картини низ, вказує практично невидима чаша під квітами, а на глибину — натякає лише злегка змінена форма мазків і  зміна відтінків зеленого. Різкі темно-сині контури листя і стебел троянд, а також вібруючі лінії є прикладом впливу на художника японського різьблення по дереву. Ці прийоми хоч і нагадують стиль  Поля Гогена і  Еміля Бернара, але ван Гог використовує їх у власній неймовірій манері.
Картина була в 1923 році подарована  Новій гліптотеці Карлсберга Хельгою Якобсен. Інвентарний номер — MIN 1863.